# Vidalia (Tor)
Vidalia ist eine grafische Benutzeroberfläche zur Steuerung des Clients des Anonymisierungsnetzwerks Tor. Sie ermöglicht das Konfigurieren des Tor-Clients, das Überwachen des Status im Tor-Netzwerk und der Transferrate sowie das Betrachten, Durchsuchen und Filtern von Log-Nachrichten. Vidalia unterstützt den Nutzer auch bei der Einrichtung eines Tor-Netzknotens.
Vidalia kann auch eine Karte des Tor-Netzwerkes anzeigen, auf der man die geographische Lage der Tor-Server und den Weg des eigenen Tor-Verkehrs sehen kann.
Vidalia unterliegt den Bestimmungen der GNU General Public License. Es verwendet die Qt-Bibliothek und läuft auf allen von Qt 4.3 unterstützten Plattformen wie Linux, Mac OS X (einige Komponenten allerdings nur per Rosetta), Windows und Unix.

## Ende des Projekts
Am 9. Februar 2015 gab der Deutsche Mit-Entwickler der Tor-Software, Sebastian Hahn, in einer Nachricht an die Tor-Talk Mailingliste bekannt, dass er die Verweise zum Vidalia-Projekt entfernt habe. Er gab außerdem bekannt, dass er und das Entwickler-Team der Vidalia Software schon vor langer Zeit damit aufgehört habe, die Software weiterzuentwickeln. Er könne Vidalia nicht länger als eine zu empfehlende Lösung anbieten.

## Alternative zu Vidalia
Das Terminal-Programm arm (Anonymizing Relay Monitor) bietet eine ähnliche Funktionalität.
In den offiziellen FAQ zum Tor-Projekt wird die Entwicklung eines Plugins für den Firefox Browser angekündigt, welches dem Funktionsumfang von Vidalia ähneln soll.
Die jeweils aktuelle Version des Plugins (Tor Launcher) wird mit dem Tor Browser, einer angepassten Version des Mozilla Firefox, mitgeliefert.